# Leguán mořský
Leguán mořský (Amblyrhynchus cristatus) je vejcorodý ještěr, žijící na ekvádorském souostroví Galapágy v Tichém oceánu.

## Charakteristika
Vyznačuje se masivní hlavou a velkým tělem. Velikosti se výrazně liší u jednotlivých populací. Nejmenší dospělci váží méně než 1 kg, největší až 12 kg. Celková délka se pohybuje od asi 30 cm po více než 1 metr. Samci jsou podstatně větší než samice.
Jako jediný z ještěrů hledá potravu v moři. Živí se mořskými řasami u souostroví Galapágy. Je navyklý na nízké teploty a přebytek soli. Dospělý jedinec se může ponořit až do hloubky 12 metrů a být pod hladinou oceánu déle než hodinu. Za normálních okolností však spásá řasy pomocí nehlubokých ponorů a sběr potravy netrvá déle než 10 minut. Pokud leguáni nehledají potravu, sluní se na kamenech a skalách. Často lze pozorovat až tisícové houfy leguánů na jedné části pobřeží. Během páření jsou samci agresivní a bojují mezi sebou o samice. Dobrých míst k hnízdění je tak málo, že tisíce samic často kladou společně vajíčka do písku. Obvykle samice naklade 1 až 6 vajec. Mládě se líhne za 2-3 měsíce. Mláďata shánějí potravu v přílivové zóně a ukrývají se v rozsedlinách kvůli rackům a jiným mořským ptákům, kteří by je mohli sežrat.

## Galerie

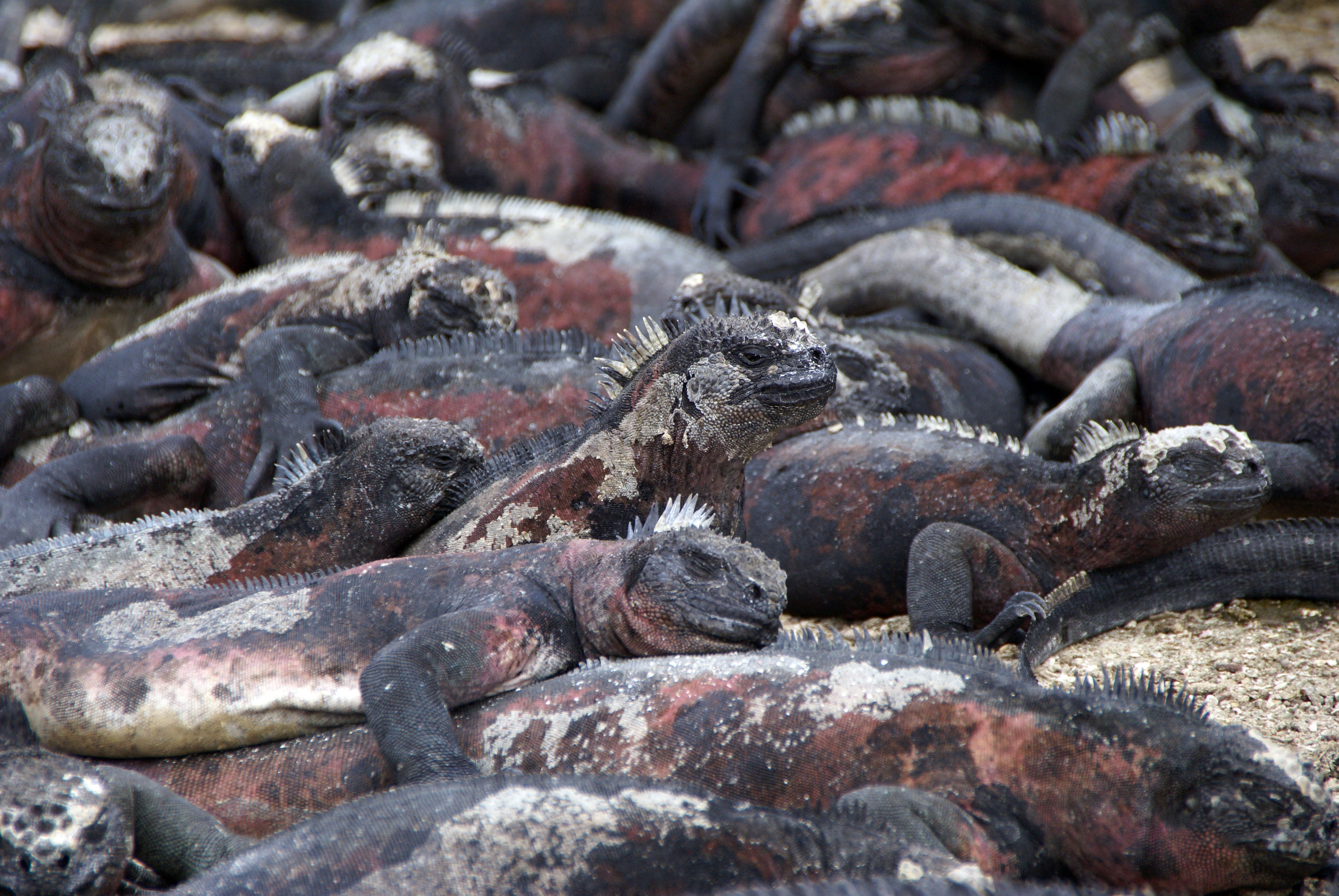
Amblyrhynchus cristatus
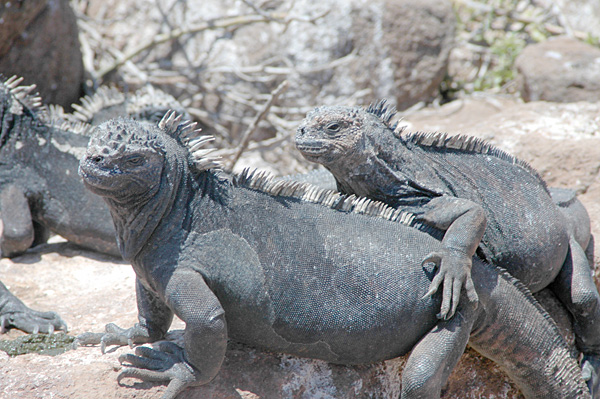
Amblyrhynchus cristatus
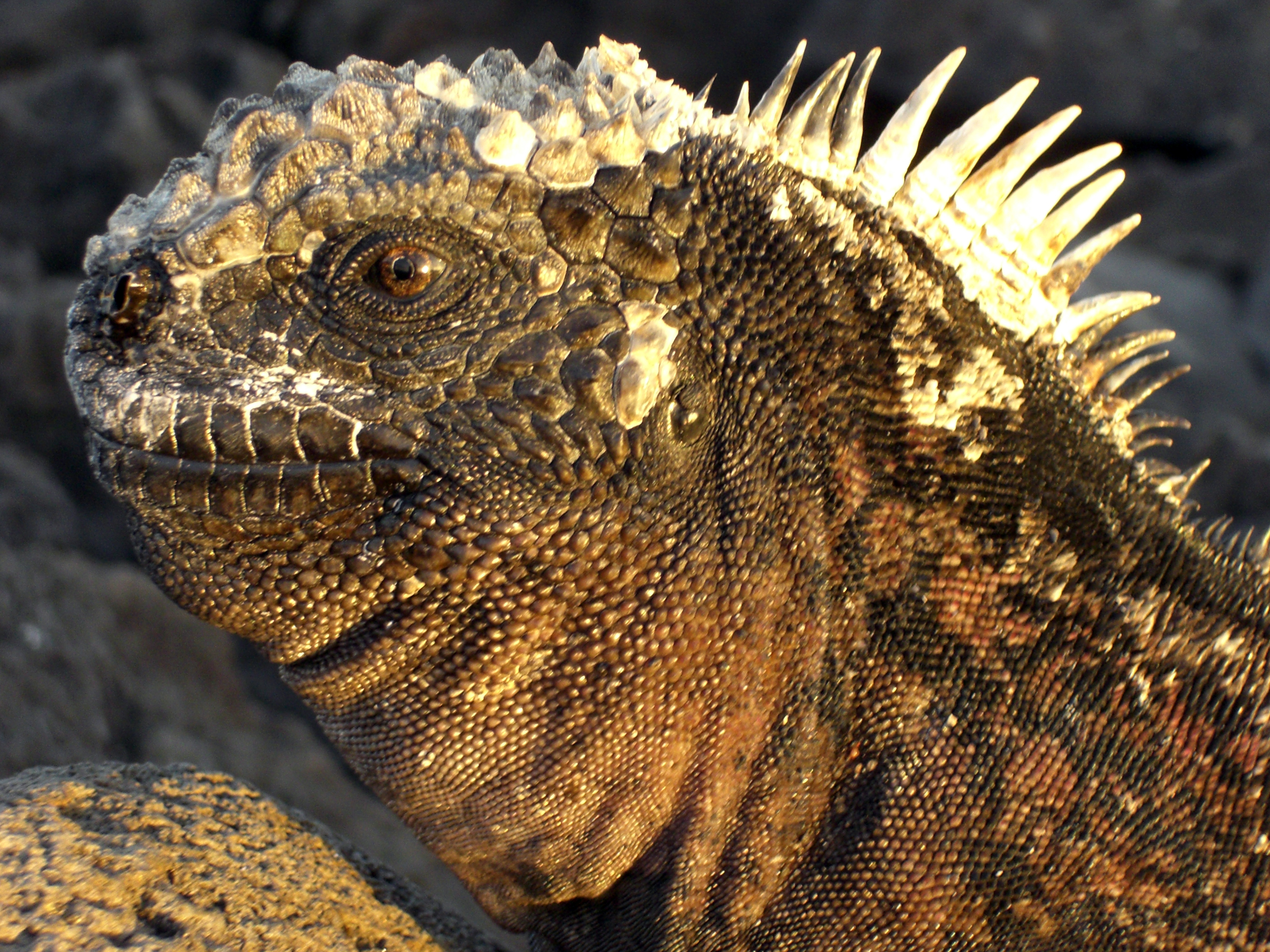
Amblyrhynchus cristatus
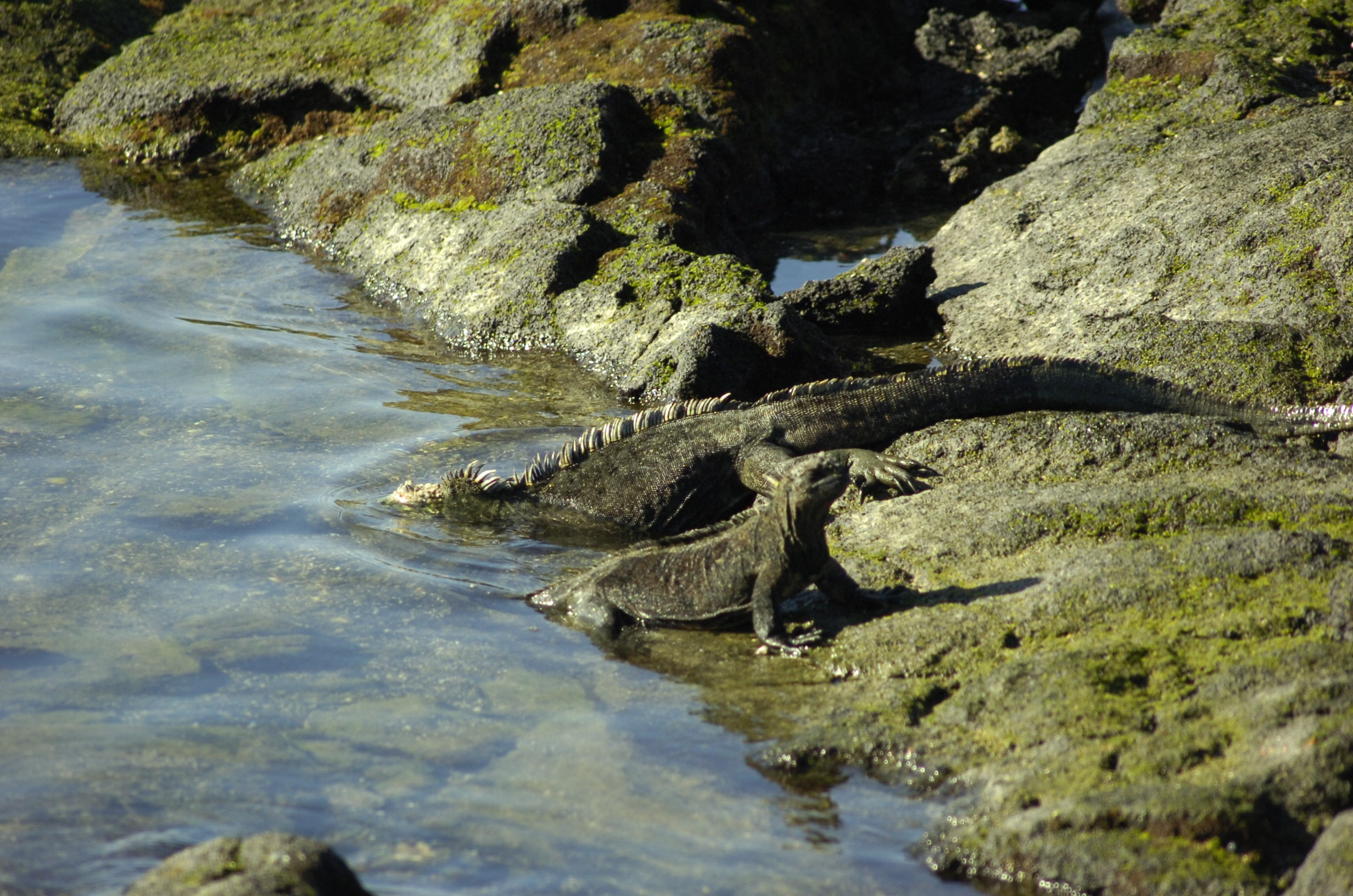
Amblyrhynchus cristatus
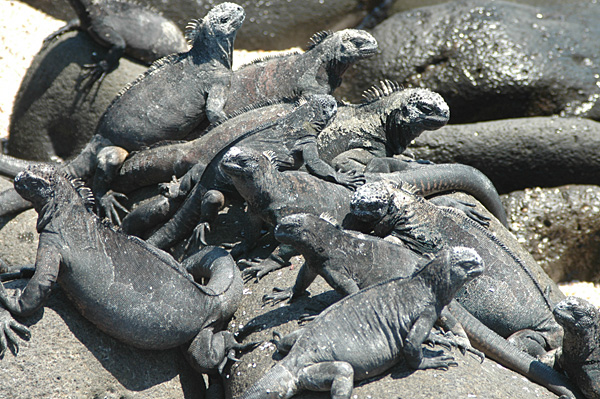
Amblyrhynchus cristatus